# Athamas (Teos)
Athamas (altgriechisch Ἀθάμας Athámas) ist eine Figur der griechischen Mythologie.
Er soll ein Nachfahre des Athamas, des Sohnes des Aiolos, gewesen sein und die kleinasiatische Stadt Teos gegründet haben.